# Liste des villes du Pérou par population
Selon des projections officielles du INEI. Dans le 2015, les capitales des 24 départements plus les villes de Callao, Chimbote, Sullana, Juliaca , Chincha Grande, Tarapoto, Paita, Pisco, Talara, Mollendo, Yurimaguas et Ilo, constituent les principales villes du pays puisqu'ils concentrent 53,7% de la population du pays avec un total de 14.848.493 habitants; desquels 9.437.493 personnes correspondent à la ville de Lima et 6.348.558 personnes au reste de villes plus importantes. Les 30 villes, en ensemble, entre 1993 et 2012, ont montré une croissance de 3.724.375 personnes, de cette valeur, 2.151.762 personnes il appartient à la ville de Lima (Lima Métropolitaine) et 1.572.613 personnes au reste de villes plus importantes.
Les villes du Pérou, selon le Plan National de Développement Urbain 2006 - 2015 du Ministère de Logement, se classent en des villes moindres, intermédiaires et majeures et sa population il comprend entre 2001 et 500 000 habitants.  Pour être envisagées metrópolis sa population doit comprendre à plus de 500 001 habitants.

## Principales villes par population
D'accord aux données officielles du INEI à travers le bulletin "le Pérou: Estimations et Projections de Population Totale par Sexe des Principales Villes, 2000-2015", dans l'an 2015 les villes les plus peuplées sont:
| Plus de 500 000 personnes |                       |               |           |
| 1                         | Lima                  | Lima          | 9 866 647 |
| 2                         | Arequipa              | Arequipa      | 869 351   |
| 3                         | Trujillo              | La Libertad   | 799 550   |
| 4                         | Chiclayo              | Lambayeque    | 600 440   |
| Plus de 300 000 personnes |                       |               |           |
| 5                         | Iquitos               | Loreto        | 437 376   |
| 6                         | Piura                 | Piura         | 436 440   |
| 7                         | Cusco                 | Cuzco         | 427 218   |
| 8                         | Chimbote              | Ancash        | 371 012   |
| 9                         | Huancayo              | Junín         | 364 725   |
| Plus de 150 000 personnes |                       |               |           |
| 10                        | Tacna                 | Tacna         | 293 119   |
| 11                        | Juliaca               | Puno          | 273 882   |
| 12                        | Ica                   | Ica           | 244 390   |
| 13                        | Cajamarca             | Cajamarca     | 226 031   |
| 14                        | Pucallpa              | Ucayali       | 211 651   |
| 15                        | Sullana               | Piura         | 201 302   |
| 16                        | Ayacucho              | Ayacucho      | 180 766   |
| 17                        | Chincha               | Ica           | 177 219   |
| 18                        | Huánuco               | Huánuco       | 175 068   |
| 19                        | Huacho                | Lima          | 153 728,  |
| Plus de 100 000 personnes |                       |               |           |
| 20                        | Tarapoto              | San Martín    | 144 186   |
| 21                        | Puno                  | Puno          | 140 839   |
| 22                        | Paita                 | Piura         | 135 422   |
| 23                        | Huaraz                | Áncash        | 127 041   |
| 24                        | Tumbes                | Tumbes        | 111 595   |
| 25                        | Pisco                 | Ica           | 104 656   |
| Plus de 40 000 personnes  |                       |               |           |
| 26                        | Huaral                | Lima          | 96 468    |
| 27                        | Jaén                  | Cajamarca     | 93 631    |
| 28                        | Moyobamba             | San Martín    | 86 015    |
| 29                        | San Vicente de Cañete | Lima          | 85 533    |
| 30                        | Puerto Maldonado      | Madre de Dios | 74 494    |
| 31                        | Catacaos              | Piura         | 70 590    |
| 32                        | Ilo                   | Moquegua      | 67 428    |
| 33                        | Cerro de Pasco        | Pasco         | 66 272    |
| 34                        | Barranca              | Lima          | 63 812    |
| 35                        | Yurimaguas            | Loreto        | 63 427    |
| 35                        | Chancay               | Lima          | 63 378    |
| 36                        | Andahuaylas           | Apurímac      | 63 654    |
| 37                        | Moquegua              | Moquegua      | 60 572    |
| 38                        | Talara                | Piura         | 59 682    |
| 39                        | Abancay               | Apurímac      | 58 741    |
| 40                        | Lambayeque            | Lambayeque    | 58 564    |
| 41                        | Chulucanas            | Piura         | 57 380    |
| 42                        | Tingo María           | Huánuco       | 56 932    |
| 44                        | Sicuani               | Cuzco         | 53 672    |
| 45                        | Mala                  | Lima          | 53 532    |
| 46                        | Huancavelica          | Huancavelica  | 47 866    |
| 47                        | Ferreñafe             | Lambayeque    | 47 087    |
| 48                        | Chepén                | La Libertad   | 45 897    |
| 49                        | Pacasmayo             | La Libertad   | 43 356    |
| 50                        | Tarma                 | Junín         | 42 569    |
| 51                        | Sechura               | Piura         | 44 103    |
| 52                        | Guadalupe             | La Libertad   | 42 177    |
| 53                        | Bagua Grande          | Amazonas      | 42 396    |